# جائزة سيشيني
جائزة سيشيني ( (بالمجرية: Széchenyi-díj)‏ ) ، التي سميت على اسم ایشتوان سيشيني، هي جائزة تمنحها الدولة في المجر ، لتحل محل جائزة الدولة السابقة في عام 1990 تقديراً لأولئك الذين قدموا مساهمة بارزة في الحياة الأكاديمية في المجر. 

## المستلمون
- أليكس سزالاي - 1991 : أستاذة متميز في بلومبرج للفيزياء وعلم الفلك وعلوم الكمبيوتر في كلية الآداب والعلوم بجامعة جونز هوبكنز وكلية وايتينغ للهندسة.
- أغنيس هيلر - 1995 : هي فيلسوفة، وأستاذة جامعية، وعالمة اجتماع مجرية، ولدت في بودابست، وهي عضوةٌ في الأكاديمية الهنغارية للعلوم.
- يانوس كورناي - 1994 : كان اقتصاديًا مجريًا مشهورًا بتحليله وانتقاده لاقتصاديات القيادة للدول الشيوعية في أوروبا الشرقية. كما غطى جوانب الاقتصاد الكلي في البلدان التي تمر بمرحلة انتقالية ما بعد الاتحاد السوفيتي.
- فيرا ت.سوس - 1997 : هو عالم رياضيات مجري متخصص في نظرية الأعداد والتوافقيات.
- جيورجي انيدي - 1998 : كان خبيرًا اقتصاديًا وجغرافيًا لعب دورًا رئيسيًا في التنمية طويلة المدى للعلوم الإقليمية.
- ميكلوس لاشكوفيتش - 1998 : هو عالم رياضيات مجري اشتهر بشكل أساسي بعمله في التحليل الحقيقي ونظرية القياس الهندسي. وأشهر نتيجته هي حل مشكلة تارسكي في تربيع الدائرة في عام 1989.
- توماس مولنار - 2000 : كان فيلسوفًا كاثوليكيًا ومؤرخًا ومنظرًا سياسيًا.
- جيولا أوه كاتونا - 2005 : هو عالم رياضيات مجري معروف بعمله في نظرية المجموعات الاندماجية ، وخاصة نظرية كروسكال-كاتونا وإثباته الجميل والأنيق لنظرية إردوس-كو-رادو التي اكتشف فيها طريقة جديدة، تسمى الآن دورة كاتونا طريقة. منذ ذلك الحين ، أصبحت هذه الطريقة أداة قوية في إثبات العديد من النتائج المثيرة للاهتمام في نظرية المجموعات المتطرفة.
- كاتالين كيسيرو - 2007 [2]
- ميهالي سيماي - 2007
- András Szőllősy - 2007
- لازلو لوفاش - 2008
- أندراس جانوسي - 2009
- ماريا أوجوستينوفيكس - 2010
- أندراس ساركوزي - 2010
- Mihaly Csikszentmihalyi - 2011
- لازلو لينارد - 2011
- لاجوس بوسا - 2011
- غابور ستيبان - 2011
- Telegdy Gyula
- جيورجي كيري - 2013
- ماريا شميدت ، ميكلوس سيمونوفيتس - 2014
- إندري شيميريدي (2012)
- بيتر إردوس ، ميكلوس ماروث (2016)
- بيلا بولوباس (2017)
- كاتالين كاريكو (2021)
- أندراس بيرسل (2021)